# Marek Perepeczko

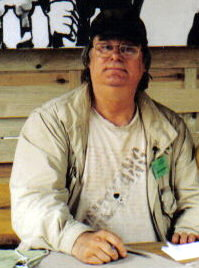
Marek Perepeczko

Marek Perepeczko (* 3. April 1942 in Warschau; † 17. November 2005 in Częstochowa) war ein polnischer Schauspieler.

## Leben
Anfang der 1960er Jahre hatte er seine ersten öffentlichen Auftritte im polnischen Fernsehen TVP im Poetischen Studio von Andrzej Konic. 1965 schloss er das Schauspielstudium an der Staatlichen Schauspielschule PWST in Warschau ab. Im selben Jahr gab er sein Film- und Theaterdebüt. Von 1966 bis 1969 gehörte er zum Ensemble des Warschauer Teatr Klasyczny und von 1970 bis 1977 zum Ensemble des Teatr Komedia in Warschau. In den 1970er Jahren erreichte er den Höhepunkt seiner Popularität durch die Titelrolle in der Abenteuerfernsehserie Janosik. Der fast zwei Meter große gutaussehende Marek Perepeczko wurde vor allem in edlen Heldenrollen besetzt. In den 1980er Jahren verließ er Polen und lebte in Australien. Nach der politischen Wende kam er nach Polen zurück. Von 1998 bis 2003 war er in Częstochowa Intendant des Mickiewicz-Theaters. Perepeczko starb 2005 nach einem Herzinfarkt in seiner Wohnung in Częstochowa.

## Filmografie (eine Auswahl)
- 1965: Legionäre (Popioły) – Regie: Andrzej Wajda
- 1966: Potem nastąpi cisza – Regie: Janusz Morgenstern
- 1969: Pan Wołodyjowski – Regie: Jerzy Hoffman
- 1970: Das Birkenwäldchen (Brzezina) – Regie: Andrzej Wajda
- 1972: Pilatus und andere – Regie: Andrzej Wajda
- 1973: Janosik – Regie: Jerzy Passendorfer
- 1973: Die Hochzeit (Wesele) – Regie: Andrzej Wajda
- 1974: Awans – Regie: Janusz Zaorski
- 1997: Sara – Regie: Maciej Ślesicki
- 1979: Per Anhalter in den Tod (Smrt stopařek)
- 1999: Pan Tadeusz – Regie: Andrzej Wajda